# Lelio Colaneri
Lelio Colaneri (né le 7 avril 1917 à San Vito Romano dans la province de Rome et mort à une date inconnue) est un joueur de football italien, qui évoluait au poste d'attaquant.

## Biographie
Au cours de sa carrière, Colaneri a joué avec les clubs du Fulgor Maceratese, de Fanfulla 1874, de la Juventus (débutant en bianconero le 12 octobre 1941 lors d'un large succès en coupe 5-0 contre Pro Patria), de l'Associazione Sportiva Dilettantistica Junior Biellese Libertas, du Tiberia Roma et de la Salernitana Calcio 1919.

## Palmarès
Juventus
- Coupe d'Italie (1) :
  - Vainqueur : 1941-42.